# Velika loža Armenije
Velika loža Armenije (arm. Գերագույն Օթյակ Հայոց) je regularna slobodnozidarska velika loža u Armeniji. Osnovana je 2002. godine.

## Povijest
Nakon ponovnog stjecanja neovisnosti 1991. godine, koje je uslijedilo raspadom komunističkog Sovjetskog Saveza, slobodno zidarstvo u Armeniji postupno se obnavlja.
Prvu ložu u Armeniji osnovala je američka Velika loža Distrikta Columbia 16. prosinca 1999. godine u Erevanu kao deputacijsku Ložu "Masis". Nakon toga je Nacionalna velika loža Francuske osnovala Ložu "Francuska–Armenija" u Parizu, a Velika loža Rusije je osnovala u Moskvi Ložu "Ser". U lipnju 2002. godine Nacionalna velika loža Rumunjske je također osnovala deputacijsku Ložu "George Washington". Ove četiri lože su 30. srpnja 2002. godine osnovale Veliku ložu Armenije.
Velika loža Armenije je do kraja 2000-ih osnovala još dvije lože u Erevanu, "Ararat" (2007.) i "Erevan" (2009.), a u prvoj polovici 2010-ih još tri lože; "Harmonija" (2012.), "Hagigadar" (2012.) i "Christopher Sahakian" (2014.). Nakon tri godine rada Loža "Hagigadar" je raspuštena u srpnju 2015. godine.
Pored loža u Erevanu, Velika loža Armenije je osnovala i dvije lože u Tbilisiju, glavnom gradu Gruzije, i to Ložu "Zlatno runo" (2011.) i Ložu "Tbilisi" (2013.). Ove dvije lože su se izdvojile u kolovozu 2018. godine i skupa s drugim ložama na području Gruzije uspostavile Ujedinjenu veliku ložu Gruzije.

## Ustroj
Sjedište Velike lože Armenije je u Erevanu.

### Lože
U 2024. godini pod zaštitom ove velike lože radi devet loža, i sve se nalaze u Erevanu.
- Loža "Masis" br. 1, Erevan – nosi naziv po gradu Masis; osnovana kao Masis Lodge No. 99 pod zaštitom Velike lože Distrikta Columbia.
- Loža "Francuska–Armenija" br. 2, Erevan – nosi naziv po dvjema državama i radi na francuskom jeziku; osnovana kao Loge France–Armenie Non. 1381 u Parizu pod zaštitom Nacionalne velike lože Francuske.
- Loža "Ser" br. 3, Erevan – radi na ruskom jeziku; osnovana kao loža br. 18 u Moskvi pod zaštitom Velike lože Rusije.
- Loža "George Washington" (George Washington Lodge)[4] br. 4, Erevan – nosi naziv po američkom predsjedniku i masonu Georgu Washingtonu i radi na engleskom jeziku; osnovana pod zaštitom Nacionalne velike lože Rumunjske.
- Loža "Ararat" br. 5, Erevan – nosi naziv po planini Ararat.
- Loža "Erevan" br. 6, Erevan – nosi naziv po gradu Erevan.
- Loža "Harmonija" br. 8, Erevan
- Loža "Christopher Sahakian" br. 11, Erevan – nosi naziv po prvom velikom majstoru Christopheru Sahakianu.
- Instrukcijska loža "Mesrop Maštoc", Erevan – instrukcijska loža nosi naziv po jezikoslovcu i svetcu Mesropu Maštocu.

U okviru ove velike lože radile su i:
- Loža "Zlatno runo" br. 7, Tbilisi – nosila naziv po Zlatnom runu iz grčke mitologije; izdvojila se 2018. godine i formirala Ujedinjenu veliku ložu Gruzije.[3]
- Loža "Hagigadar" br. 9, Erevan – nosila naziv po ženskom armenskom samostanu Hagigadar koji se nalazi u rumunjskoj županiji Suceava.
- Loža "Tbilisi" br. 10, Tbilisi – nosila naziv po gruzijskom glavnom gradu Tbilisi; izdvojila se 2018. godine i formirala Ujedinjenu veliku ložu Gruzije.[3]

### Uprava
Velikom ložom upravlja veliki majstor koji se bira na trogodišnje razdoblje. Dosadašnji veliki majstori su:
1. Christopher D. Sahakian (2002. – 2008.)[7]
2. Armen Janian (2008. – 2010.)
3. Armen Garabedian (2010. – 2012.)
4. Armen Simonian (2012. – 2014.)
5. Gilbert Stepanian (2014. – 2016.)[8]
6. Karen Hakobyan (2016. – 2021.)
7. David Babken Akopian (od 2021.)

### Međunarodna suradnja
Velika loža sudjeluje u radu Svjetske konferencije regularnih masonskih velikih loža. Također, potpisala je povelje o prijateljstvu i međusobnom priznavanju s preko 115 regularnih velikih loža.

### Obredi
Velika loža Armenije upravlja simboličkim stupnjevima plave lože (učenik, pomoćnik i majstor) i delegira upravljanje visokim stupnjevima na dodatna tijela i redove. Obredi koji se rade u plavoj loži su:
- Emulacijski obred.
- Drevni i prihvaćeni škotski obred (samo prva tri stupnja) – radi se u jednoj loži.

## Pridružena tijela i redovi
Upravljanje visokim stupnjevima Velika loža Armenije provodi kroz pridružena tijela i redove od kojih svaki predstavlja jedan obred a na temelju potpisanih konkordata.
- Vrhovno vijeće Drevnog i prihvaćenog škotskog obreda Armenije – nadležno za rad Drevnog i prihvaćenog škotskog obreda.

## Vanjske poveznice
- Službena stranica